# Rauschwitz
Rauschwitz település Németországban, azon belül Türingiában. Lakosainak száma 210 fő (2023. december 31.). Rauschwitz Schkölen, Serba, Bürgel, Hainspitz, Petersberg és Mertendorf községekkel határos.

## Népesség
A település népességének változása:
| Lakosok száma | 203  | 209  | 212  | 211  | 210  |
|               | 2017 | 2019 | 2021 | 2022 | 2023 |